# North (album de Something Corporate)
Pour les articles homonymes, voir North.
Albums de Something Corporate
Songs for Silent Movies
(2003) Fillmore Theatre: November 5th, 2003
(2004)
North est un album de Something Corporate paru le 21 octobre 2003 sous les labels Drive-Thru Records et Geffen Records. Le CD contient un making off de l'enregistrement.

## Liste des titres
1. As You Sleep – 3:09
2. Space – 2:57
3. Down – 3:28
4. Only Ashes – 3:28
5. Me and the Moon – 4:07
6. The Runaway – 3:03
7. Ruthless – 3:24
8. She Paints Me Blue – 3:39
9. Break Myself – 3:16
10. I Won't Make You – 3:50
11. 21 and Invincible – 3:19
12. Miss America – 3:51

### Bonus Track
- La version japonaise de l'album contient deux bonus track à savoir "This Broken Heart" ainsi qu'une reprise de Björk "Unravel".
- La version parue en Grande-Bretagne contient "Unravel", la reprise de Björk ainsi que "Watch The Sky" qu'Andrew McMahon estime comme étant le meilleur morceaux qu'il ait écrit.

## Personnalités ayant collaboré à l'album
- Paul Buckmaster - Violoncelle
- Larry Corbett - Violoncelle
- Brian Ireland - Batterie, chœurs
- Andrew McMahon - Piano, chant
- Kevin Page - Basse, chœurs
- Josh Partington - Guitare, chœurs
- P.J. Smith - chœurs
- William Tell - Guitare